# Clèobis i Bitó

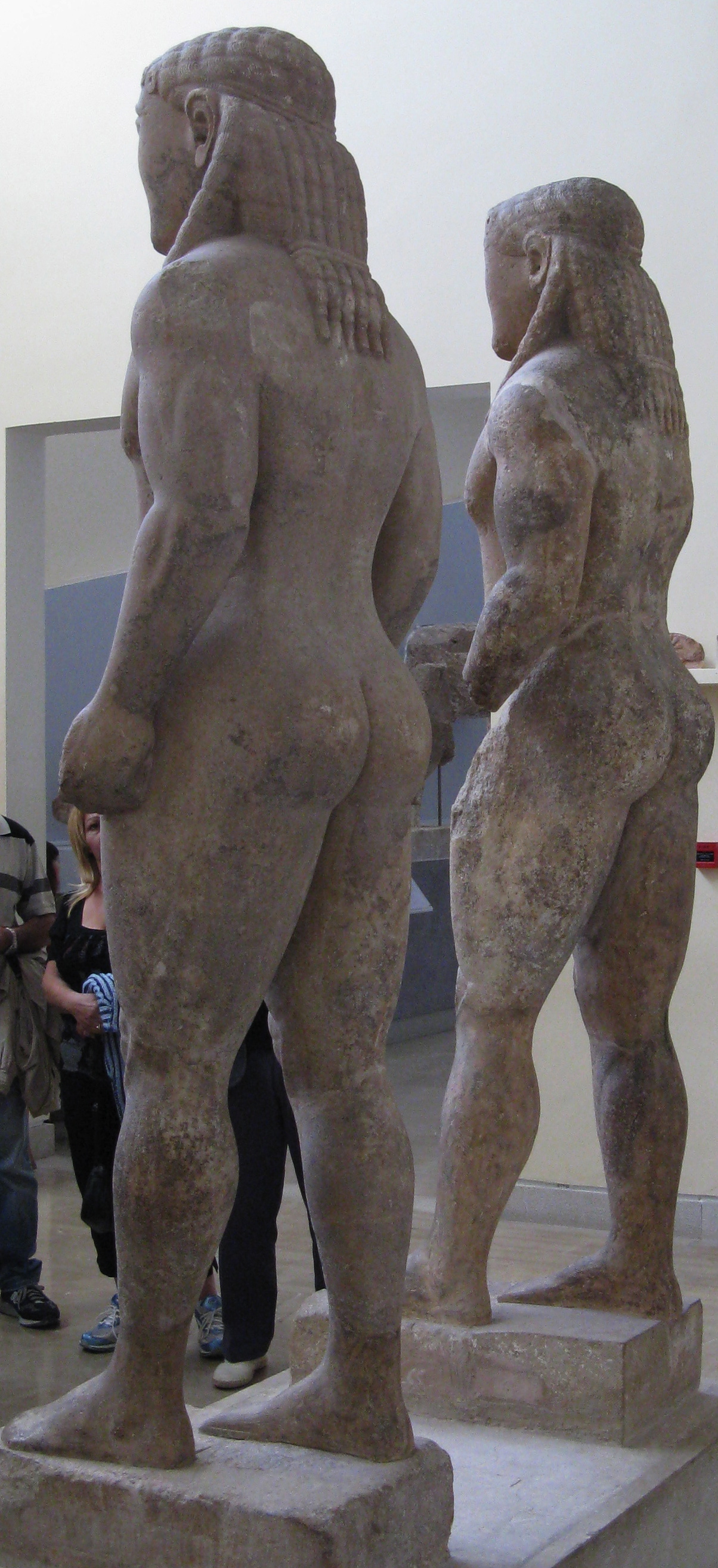
Vista posterior

Clèobis i Bitó (en grec: Κλέοβις καì Βίτων) és el nom d'un grup escultòric, en marbre, de dues figures masculines nues. Es localitzen temporalment cap a l'any 600 aC. Atribuït –per una inscripció en ambdues bases, que comença a la de la figura de l'esquerra i acaba a la de la figura de la dreta– a l'escultor Polimedes d'Argos.
| « | Entre claudàtors les lletres reconstruïdes, [κλεοβις και βι] τον ταν ματαρα - - - - - ς hι - - - - - - - - Εαγαγον τοι δ΄ υιοι [Πολυ] μεδες εποιεε hαργειος | » |

Pel testimoni que recull Heròdot, se sap que es van realitzar per encàrrec de la ciutat d'Argos per al santuari de Delfos, on la seva història era divulgada com un exemple moral, de vida virtuosa i plena, malgrat una mort jove, que no calia considerar com a negativa, sinó com el més gran premi que poden concedir els déus –així ho va explicar el savi Soló al rei Cresos–.
Van ser descoberts a les excavacions arqueològiques de 1893-1894, al nord-oest del "Tresor", a uns deu metres de distància una escultura de l'altra. Es conserven actualment en el Museu Arqueològic de Delfos. És particularment important que, per a aquestes peces, s'hagi pogut establir una identificació entre un text clàssic i una troballa arqueològica material. També és una mica inusual, per a l'època, que s'identifiqués amb una inscripció el nom de l'escultor.

## Descripció
Pertanyen a l'estil arcaic, amb un aspecte més musculós, tosc i primitiu que altres curos. Aquests trets s'identifiquen com a propis d'Argòlida enfront de l'escultura de l'Àtica o de Jònia.
Les característiques formals que comparteixen amb altres escultures del període són: 
- la representació dels braços pegats al cos, en un posat de gran frontalitat, simetria i hieratisme,
- la simplificació de l'anatomia, en què destaquen uns certs músculs molt perfilats –diartrosi: pectorals i el contacte entre engonals i abdomen–,
- el somriure arcaic, els ulls ametllats, els pòmuls molt marcats i la cabellera trenada amb gran modelatge geomètric,
- com en tota l'estatuària grega, d'aquest o posteriors períodes, no hi ha trets individualitzadors que permetin considerar-los retrats, ja que el que se cerca és una representació idealitzada de caràcter universal.

## Mitologia
Els personatges representats, Clèobis i Bitó, eren, segons la mitologia grega, bessons fills de Cídipe, sacerdotessa d'Hera. Una vegada que aquesta anava de camí a un festival en honor de la dea, els bous que tiraven el carro, cansats del recorregut, van endarrerir el pas; aleshores, tots dos germans van desenganxar el carro i en van tirar pel camí complet –es fa referència en diversos textos que la distància va ser de 45 estadis, o 8 quilòmetres–.
Cídipe, impressionada per la mostra d'afecte cap a ella i cap a la dea, va demanar a Hera que concedís als seus fills el millor regal que un déu pogués donar a una persona. La dea li va concedir el desig i va donar als seus fills el millor que podria desitjar un mortal: als nois, exhausts, els van trobar tombats a terra en el que van creure que era un profund son, quan de fet s'havien mort. La mort va ser el regal d'Hera.